# (152319) Pynchon
(152319) Pynchon est un astéroïde de la ceinture principale.

## Description
(152319) Pynchon est un astéroïde de la ceinture principale. Il fut découvert le 29 octobre 2005 à Mayhill par Ernesto Guido. Il présente une orbite caractérisée par un demi-grand axe de 2,56 UA, une excentricité de 0,11 et une inclinaison de 9,6° par rapport à l'écliptique.
Il est nommé d'après l'écrivain américain Thomas Pynchon.

## Compléments